# توم إليس (صحفي)
توم إليس (بالإنجليزية: Tom Ellis)‏ هو صحفي أمريكي، ولد في 22 سبتمبر 1932.
وفقًا لسيرته الذاتية في قاعة مشاهير المذيعين في ماساتشوستس، بدأ إليس مسيرته المهنية في تكساس قبل وصوله إلى بوسطن في عام 1968. وكان مقدمًا منفردًا للأخبار المسائية في تمام الساعة 6 و 11 مساءً على تلفزيون WBZ. 1968 حتى 1974، عندما كان يقترن بعد ذلك مع توني بيبر لما كان يسمى «عربة إليس بيبر باند».
في وقت لاحق، انتقل إليس إلى WCVB، حيث انضم إلى تشيت كورتيس وناتالي جاكوبسون من عام 1978 إلى عام 1982. وبعد ذلك، تبادل الأخبار مع روبن يونغ وديان ويليس على WNEV.